# Gondulf de Rochester
Gondulf de Rochester est un évêque de Rochester de la deuxième moitié du XIe siècle. Il fut un disciple et collaborateur de Lanfranc.

## Biographie
Moine du Bec-Hellouin, il entreprend en 1057 avec l'abbé de Saint-Évroult Thierry de Mathonville et Guillaume Bonne-Âme, futur archevêque de Rouen, le pèlerinage en Terre sainte,.
Il devient à son retour prieur de Saint-Étienne de Caen puis évêque de Rochester où il reconstruira la cathédrale. Il sera également l'un des bâtisseurs de la tour de Londres.
Vers 1080, il édifie le premier donjon roman du royaume anglo-normand, la tour Saint-Léonard à West Malling (Kent).